# Polycacbonat
Polycacbonat là một loại polymer nhựa nhiệt dẻo. Polycacbonat là một loại nhựa tổng hợp trong đó các đơn vị polymer được liên kết thông qua các nhóm cacbonat, chất liệu này có thể được phủ lên một số bởi một số chất liệu khác.
Polycacbonat dễ dàng chế tác, đúc, và uốn nóng. Vì những tính chất này, polycarbonate được sử dụng trong nhiều thiết bị. Nhựa polycarbonate không có mã nhận dạng nhựa duy nhất (RIC) và được xác định là "Loại khác", 7 trong danh sách RIC. Các sản phẩm làm từ polycarbonate có thể chứa tiền chất là bisphenol A (BPA).

## Cấu trúc

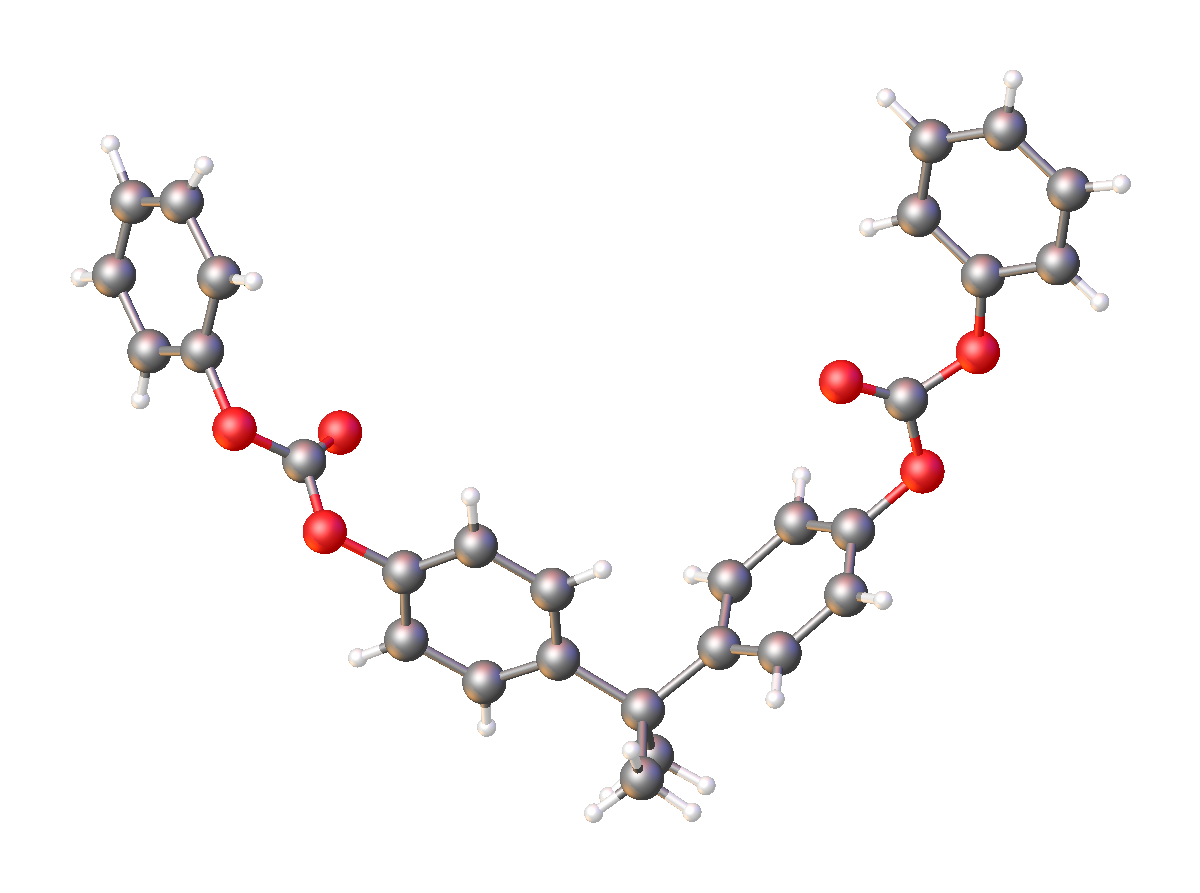
Cấu trúc của đicacbonat (PhOC (O) OC_{6}H_{4})_{2}CMe _{2} có nguồn gốc từ bis (phenol-A) và hai chất tương đương của phenol. Phân tử này phản ánh một tiểu đơn vị của polycarbonate điển hình có nguồn gốc từ bis (phenol-A).

Các este cacbonat có 2 lõi OC (OC) phẳng, mang lại độ cứng. Liên kết O = C duy nhất là ngắn (1,173 Å trong ví dụ được mô tả), trong khi các liên kết CO giống ete hơn (khoảng cách liên kết là 1,326 Å cho ví dụ được mô tả). Polycacbonat nhận được tên của chúng vì chúng là các polyme có chứa nhóm cacbonat (−O− (C = O) −O−). Sự cân bằng của các tính năng hữu ích, bao gồm khả năng chịu nhiệt độ, chống va đập và các đặc tính quang học, định vị nhựa polycarbonate giữa nhựa hàng hóa và nhựa kỹ thuật.

## Sản xuất
Polycacbonat chủ yếu sản xuất từ phản ứng giữa bisphenol A (BPA) và Phosgene (COCl2). Phản ứng được viết như sau:
Trong việc sản xuất polycacbonat bằng cách này, việc đầu tiên là xử lý bisphenol A với hợp chất Natri hydroxide, là chất dùng để khử các nhóm hyđroxyl ở trong bisphenol A
(HOC6H4)2CMe2 + 2 NaOH → (Na(OC6H4))2CMe2 + 2 H2O
Tiếp tục, chất diphenoxide (Na(OC6H4))2CMe2 phản ứng với phosgene để tạo ra chloroform, và phản ứng tiếp với phân tử diphenoxide khác. Quá trình phản ứng:
Na2(OC4H6)2CMe2 + COCl2 → 1/n [OC(OC6H4)2CMe2]n + 2 NaCl
Cách này có thể sản xuất polycacbonat với số lượng 1 tỷ kilogram polycacbonat mỗi năm.
Rất nhiều điol khác đã được thử trong việc thay thế bisphenol A, như 1,1-bis(4-hidroxyohenyl)cyclohexane và dihydroxybenzophenone. Ngoài ra, họ thường cho thêm chất cyclohexan để tăng áp suất các nguyên tử thủy tinh trong sản phẩm sản xuất bằng BPA. Tetrabromobisphenol A cũng được dùng để tăng độ chịu nhiệt của sản phẩm. Trong khi đó, Tetramethylcyclobutanediol đã được nghiên cứu, phát triển để thay thế BPA.
Một cách khác trong việc chế tạo polycacbonat, sử dụng quá trình biến đổi alcohol trong BPA và diphenyl cacbonat:
(HOC6H4)2CMe2 + (C6H5O)2CO → 1/n [OC(OC6H4)2CMe2]n + 2 C6H5OH
Diphenyl carbonate được chiết xuất nhờ quá trình chuyển hóa từ cacbon mônôxít, sử dụng cách này sẽ an toàn với môi trường hơn so với cách sử dụng phosgene.

## Khả năng chịu lực
Polycarbonate là một vật liệu nhựa đặc biệt với đặc tính cơ học tốt, khả năng chịu lực và độ bền cao. Khả năng chịu lực của tấm polycarbonate tùy thuộc vào độ dày của tấm, cấu trúc tấm và cách lắp đặt.
Với độ dày tấm từ 6mm trở lên, tấm polycarbonate có khả năng chịu lực rất tốt, có thể chịu được tải trọng, va chạm mạnh mẽ, bão lớn, tác động của tia cực tím, và không bị vỡ hay nứt nếu sử dụng đúng cách.
Tuy nhiên, nếu tấm polycarbonate bị cắt quá nhỏ, độ dày quá mỏng, hoặc lắp đặt không đúng cách, khả năng chịu lực của nó sẽ bị giảm đi đáng kể. Do đó, trong quá trình thiết kế và lắp đặt, cần tuân thủ đầy đủ các quy định và hướng dẫn của nhà sản xuất để đảm bảo khả năng chịu lực của tấm polycarbonate đạt hiệu quả tối đa.

## Tính chất và cách chế tạo
Polycacbonat rất bền và chịu lực cao, nhưng tuy nhiên, đố chống trầy xước lại kém. Để tăng độ chống trầy, một lớp cứng được phủ lên bên trên trong việc sử dụng polycacbonat làm tròng kính hay làm lớp vỏ ngoài các bộ phận của phương tiện vận tải. Các tính chất khác của polycacbonat gần giống với polymethyl methacrylate (PMMA, được làm từ polige), nhưng polycacbonat cứng hơn và chịu được lâu trong điều kiện nhiệt độ cực cao. Độ truyền sáng của polycacbonat tốt, tốt hơn so với các loại kính khác.
Điểm dịch chuyển lỏng rắn của Polycacbonat vào khoảng 147 °C, khi qua nhiệt độ này, độ mềm của polycacbonat tỉ lệ thuận với độ tăng của nhiệt, và hóa lỏng hoàn toàn khi nhiệt độ đạt đến 155 °C. Dụng cụ để làm polycacbonat phải có nhiệt độ trên 80 °C để tránh tình trạng sản phẩm dễ bị nứt, vỡ. Các loại có khối lượng phân tử thấp dễ tạo khuôn hơn các loại cao hơn, nhưng do đó độ bền của chúng thấp hơn. Các loại cứng nhất có khối lượng phân tử cao nhất, nhưng khó xử lý hơn nhiều.
Không giống như hầu hết các loại nhựa nhiệt dẻo, polycarbonate có thể trải qua các biến dạng nhựa lớn mà không bị nứt hoặc vỡ. Do đó, nó có thể được xử lý và hình thành ở nhiệt độ phòng bằng các kỹ thuật kim loại tấm, chẳng hạn như uốn trên phanh. Ngay cả đối với những khúc cua góc nhọn có bán kính hẹp, có thể không cần thiết phải sưởi ấm. Điều này làm cho nó có giá trị trong các ứng dụng tạo mẫu, nơi cần các bộ phận trong suốt hoặc không dẫn điện, không thể làm từ kim loại tấm. PMMA / Acrylic, có bề ngoài tương tự như polycarbonate, giòn và không thể uốn cong ở nhiệt độ phòng.
Các kỹ thuật biến đổi chính cho nhựa polycarbonate:
- đùn thành ống, thanh và các cấu hình khác bao gồm đa tường
- đùn với hình trụ (calenders) thành các tấm (0,5–20 mm (0,020–0,787 in)) và phim (dưới 1 mm (0,039 in)), có thể được sử dụng trực tiếp hoặc sản xuất thành các hình dạng khác bằng kỹ thuật tạo hình nhiệt hoặc chế tạo thứ cấp, chẳng hạn như uốn, khoan hoặc định tuyến. Do tính chất hóa học của nó, nó không có lợi cho việc cắt bằng laser.
- ép phun thành các sản phẩm sẵn sàng

Polycarbonate có thể trở nên giòn khi tiếp xúc với bức xạ ion hóa trên 25 kGy (J/kg). 

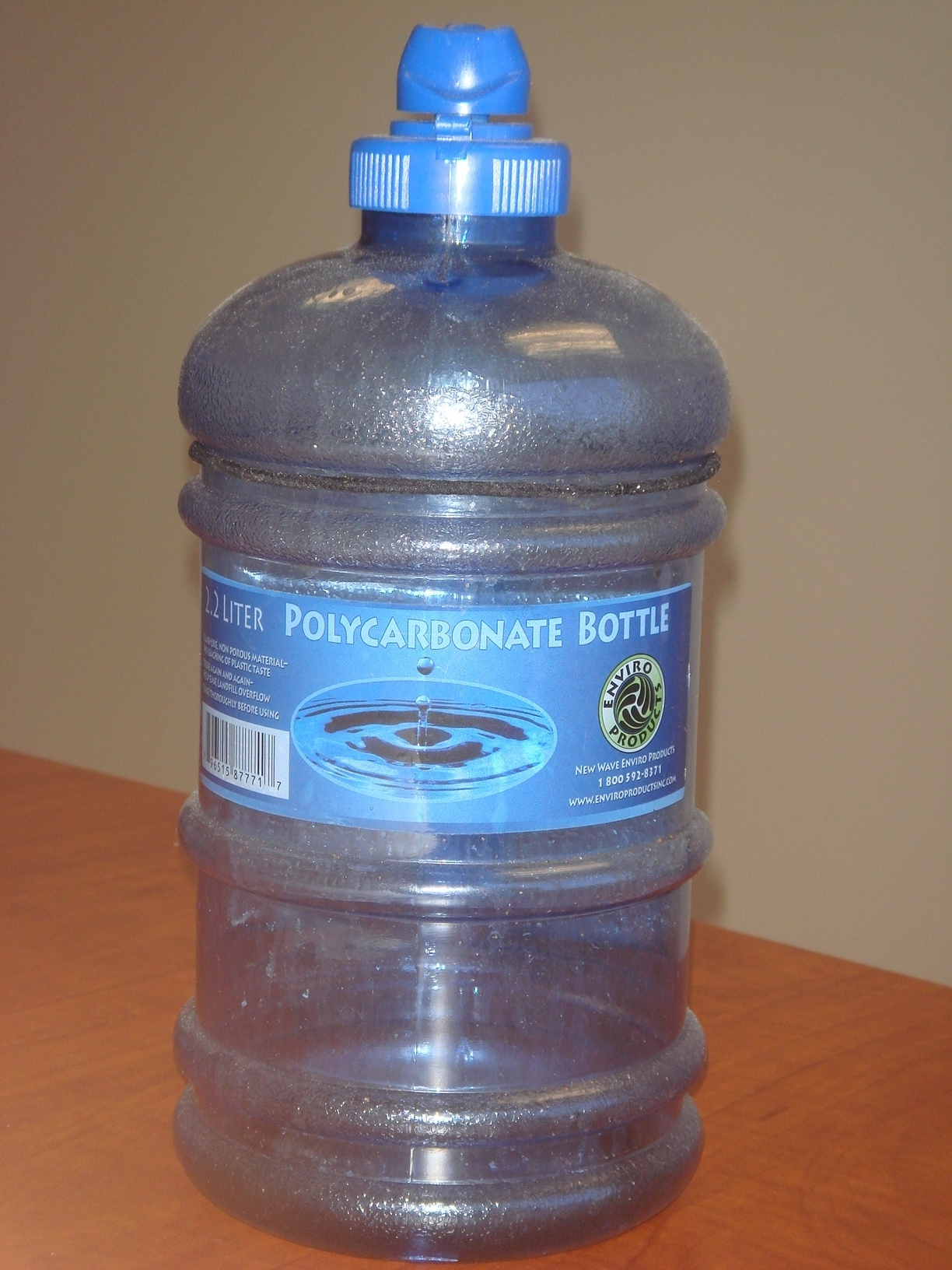
Bình đựng nước làm từ polycacbonat

## Ứng dụng

### Linh kiện điện tử
Polycarbonate chủ yếu được sử dụng cho các ứng dụng điện tử tận dụng các tính năng an toàn chung của nó. Là một chất cách điện tốt và có đặc tính chịu nhiệt và chống cháy, nó được sử dụng trong các sản phẩm khác nhau liên quan đến phần cứng điện và viễn thông. Nó cũng có thể hoạt động như một chất điện môi trong các tụ điện có độ ổn định cao. Tuy nhiên, việc sản xuất thương mại tụ điện polycarbonate hầu hết đã dừng lại sau khi nhà sản xuất duy nhất Bayer AG ngừng sản xuất màng polycarbonate cấp tụ điện vào cuối năm 2000.

### Vật liệu xây dựng

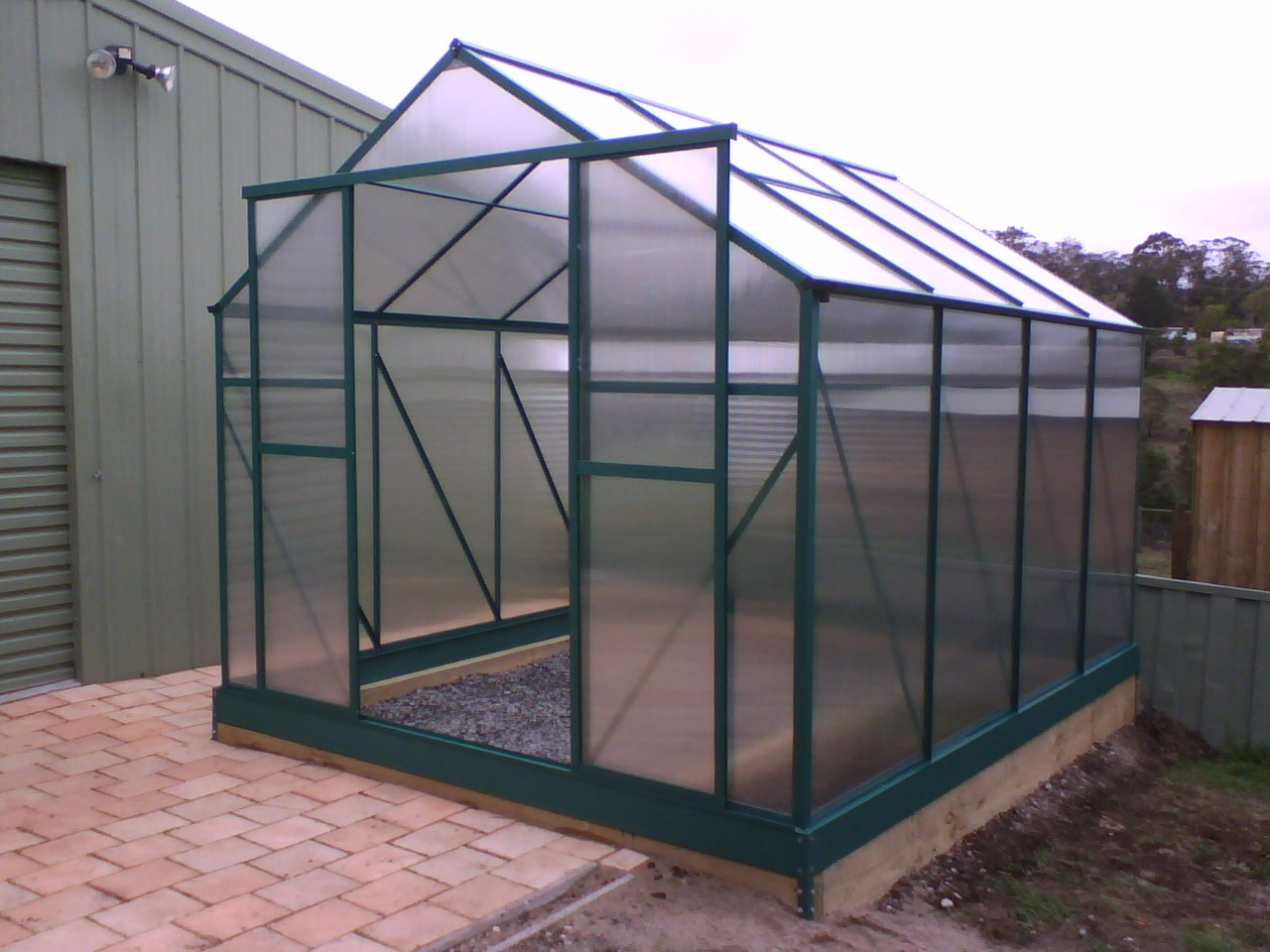
Tấm polycarbonate trong nhà kính

Khách hàng tiêu thụ polycarbonat lớn thứ hai là ngành xây dựng, ví dụ như đối với đèn chiếu, kính phẳng hoặc kính cong và tường âm.

### Lưu trữ dữ liệu

CD và DVD

Một ứng dụng chính của polycarbonate là sản xuất Đĩa Compact, DVD và Blu-ray. Các đĩa này được sản xuất bằng cách ép phun polycarbonate vào một khoang khuôn có một mặt là máy dập kim loại chứa hình ảnh âm bản của dữ liệu đĩa, trong khi mặt kia là bề mặt được nhân đôi. Các sản phẩm tiêu biểu của sản xuất tấm / phim bao gồm các ứng dụng trong quảng cáo (bảng hiệu, màn hình, bảo vệ áp phích).

### Các thành phần ô tô, máy bay và an ninh
Trong ngành công nghiệp ô tô, polycarbonate được đúc phun có thể tạo ra các bề mặt rất mịn nên rất thích hợp cho việc lắng đọng phún xạ hoặc lắng đọng bay hơi của nhôm mà không cần lớp phủ. Bezels trang trí và phản xạ quang học thường được làm bằng polycarbonate. Do trọng lượng thấp và khả năng chống va đập cao, polycarbonate là vật liệu chủ đạo để chế tạo thấu kính đèn pha ô tô. Tuy nhiên, đèn pha ô tô yêu cầu lớp phủ bề mặt bên ngoài vì khả năng chống xước thấp và dễ bị tia cực tím phân hủy (ố vàng). Việc sử dụng polycarbonate trong các ứng dụng ô tô được giới hạn trong các ứng dụng ứng suất thấp. Ứng suất từ ốc vít, hàn nhựa và đúc làm cho polycarbonate dễ bị nứt do ăn mòn do ứng suất khi nó tiếp xúc với một số chất gia tốc như nước muối và plastisol. Nó có thể được dát mỏng để làm "kính" chống đạn, mặc dù "chống đạn" chính xác hơn đối với các cửa sổ mỏng hơn, chẳng hạn như được sử dụng trong cửa sổ chống đạn trong ô tô. Các thanh chắn dày hơn bằng nhựa trong suốt được sử dụng trong cửa sổ giao dịch viên và các thanh chắn trong ngân hàng cũng là polycarbonate.
Cái gọi là bao bì nhựa lớn "chống trộm" cho các mặt hàng nhỏ hơn, không thể mở bằng tay, được làm đồng nhất từ polycarbonate.

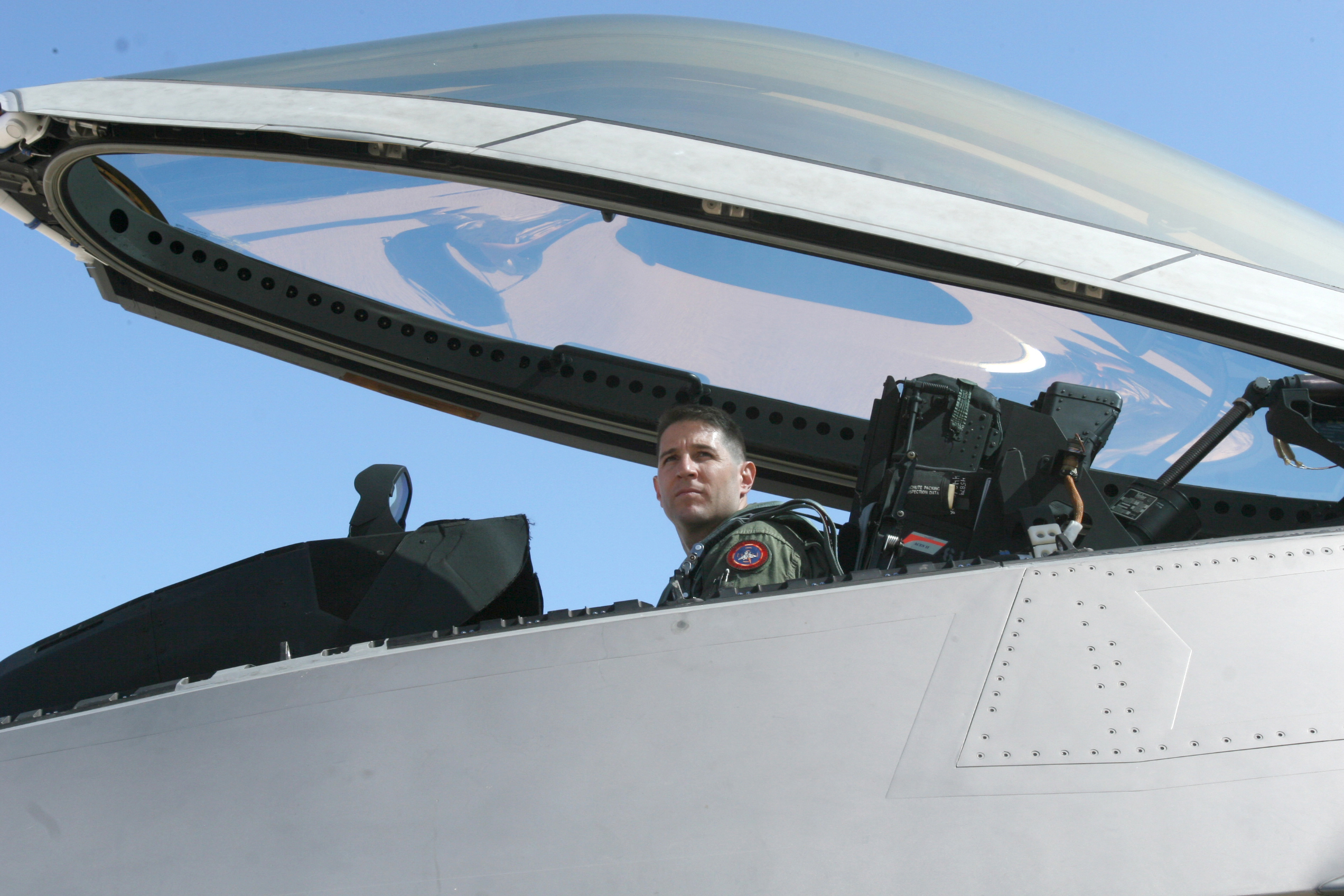
Buồng lái Lockheed Martin F-22

Nắp buồng lái của máy bay chiến đấu phản lực Lockheed Martin F-22 Raptor được làm từ một mảnh polycarbonate chất lượng quang học cao, và là mảnh lớn nhất của loại này được hình thành trên thế giới.

### Ứng dụng đặc thù
Polycarbonate, là một vật liệu linh hoạt với quá trình xử lý và các đặc tính vật lý hấp dẫn, đã thu hút vô số các ứng dụng nhỏ hơn. Việc sử dụng bình uống, ly và hộp đựng thực phẩm được đúc khuôn là phổ biến, nhưng việc sử dụng BPA trong sản xuất polycarbonate đã làm dấy lên những lo ngại (xem Các mối nguy tiềm ẩn trong các ứng dụng tiếp xúc với thực phẩm), dẫn đến việc phát triển và sử dụng nhựa "không chứa BPA" trong các công thức khác nhau.

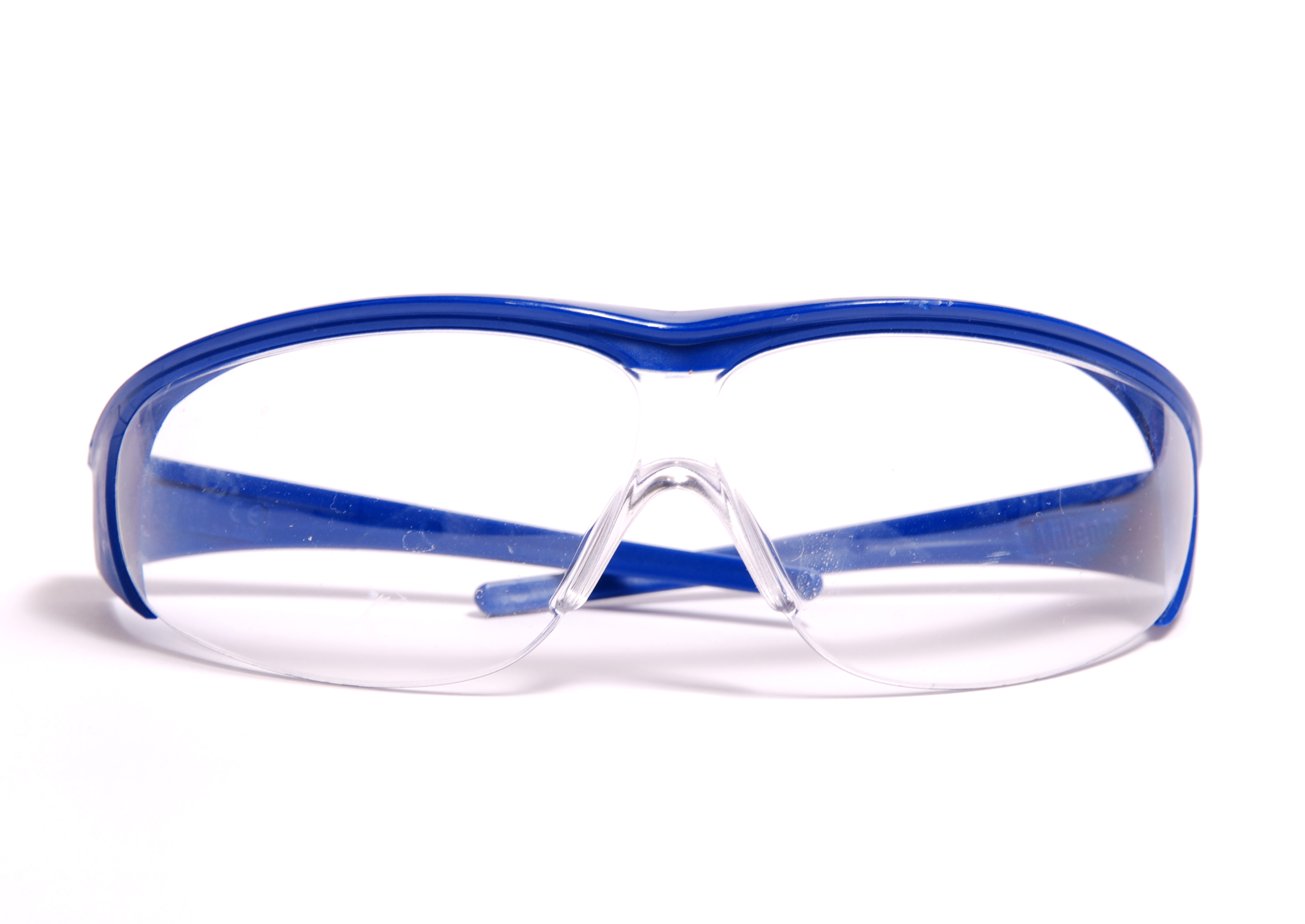
Kính bảo hộ phòng thí nghiệm

Polycarbonate thường được sử dụng trong bảo vệ mắt, cũng như trong các ứng dụng chiếu sáng và quan sát có khả năng chống đạn khác thường chỉ sử dụng kính, nhưng yêu cầu khả năng chống va đập cao hơn nhiều. Tròng kính polycarbonate cũng bảo vệ mắt khỏi tia UV. Nhiều loại ống kính được sản xuất từ polycarbonate, bao gồm ống kính ô tô đèn pha, chiếu sáng ống kính, kính mát / kính ống kính, kính bơi và mặt nạ SCUBA, và an toàn kính / kính / kính che mặt bao gồm cả kính che mặt trong mũ bảo hiểm thể thao / mặt nạ và cảnh sát thiết bị chống bạo động (Bọc mũ bảo hiểm, lá chắn chống bạo động, v.v.). Kính chắn gió trên các phương tiện cơ giới nhỏ thường được làm bằng polycarbonate, chẳng hạn như cho xe máy, ATV, xe gôn, máy bay nhỏ và máy bay trực thăng.
Trọng lượng nhẹ của polycarbonate trái ngược với kính đã dẫn đến sự phát triển của màn hình hiển thị điện tử thay thế kính bằng polycarbonate, để sử dụng trong các thiết bị di động và di động. Các màn hình như vậy bao gồm mực in điện tử mới hơn và một số màn hình LCD, mặc dù CRT, màn hình plasma và các công nghệ LCD khác nói chung vẫn yêu cầu thủy tinh vì nhiệt độ nóng chảy cao hơn và khả năng khắc chi tiết hơn.
Khi ngày càng có nhiều chính phủ hạn chế việc sử dụng kính trong các quán rượu và câu lạc bộ do tỷ lệ vỡ kính tăng lên, kính polycarbonate đang trở nên phổ biến để phục vụ rượu vì độ bền, độ bền và cảm giác giống như thủy tinh.
Các mặt hàng linh tinh khác bao gồm hành lý bền, nhẹ, hộp đựng máy nghe nhạc MP3 / kỹ thuật số, ocarinas, hộp đựng máy tính, tấm chắn chống bạo động, bảng điều khiển dụng cụ, hộp đựng nến tealight và bình xay thực phẩm. Nhiều đồ chơi và vật dụng sở thích được làm từ các bộ phận polycarbonate, như vây, giá đỡ con quay hồi chuyển và khóa flybar trong máy bay trực thăng điều khiển bằng sóng radio, và LEGO trong suốt (ABS được sử dụng cho các mảnh mờ đục).
Các loại nhựa Polycarbonate tiêu chuẩn không thích hợp để tiếp xúc lâu dài với bức xạ UV. Để khắc phục điều này, nhựa nguyên sinh có thể có thêm chất ổn định UV. Các loại này được bán dưới dạng polycarbonate ổn định UV cho các công ty ép phun và đùn. Các ứng dụng khác, bao gồm tấm polycarbonate, có thể có thêm lớp chống tia cực tím như một lớp phủ đặc biệt hoặc một hệ số phun để nâng cao khả năng chống thời tiết.
Polycarbonate cũng được sử dụng làm chất nền in cho bảng tên và các dạng công nghiệp khác dưới các sản phẩm in. Polycarbonate cung cấp một rào cản chống mài mòn, các yếu tố và sự phai màu.

#### Ứng dụng y tế
Nhiều loại polycarbonate được sử dụng trong các ứng dụng y tế và tuân theo cả tiêu chuẩn ISO 10993-1 và USP Class VI (đôi khi được gọi là PC-ISO). Hạng VI là hạng nghiêm ngặt nhất trong sáu xếp hạng USP. Các lớp này có thể được khử trùng bằng hơi nước ở 120   °C, bức xạ gamma, hoặc bằng phương pháp etylen oxit (EtO). Dow Chemical giới hạn nghiêm ngặt tất cả các loại nhựa của mình đối với các ứng dụng y tế. Nhựa polycarbonate béo đã được phát triển với khả năng tương thích sinh học và khả năng phân hủy được cải thiện cho các ứng dụng y học nano.

### Điện thoại
Một số nhà sản xuất điện thoại thông minh lớn sử dụng polycarbonate. Nokia đã sử dụng polycarbonate trong điện thoại của họ bắt đầu với vỏ nguyên khối của N9 vào năm 2011. Thực hành này tiếp tục với các điện thoại khác nhau trong dòng Lumia. Samsung đã bắt đầu sử dụng polycarbonate với nắp pin của Galaxy S III vào năm 2012. Thực hành này tiếp tục với các điện thoại khác nhau trong dòng Galaxy. Apple bắt đầu sử dụng polycarbonate với vỏ nguyên khối của iPhone 5C vào năm 2013.

## Lịch sử
Polycacbonat được phát hiện lần đầu tiên vào năm 1898 bởi Alfred Einhorn, một nhà khoa học người Đức làm việc tại Đại học Munich. Tuy nhiên, sau 30 năm nghiên cứu trong phòng thí nghiệm, lớp vật liệu này đã bị bỏ rơi mà không được thương mại hóa. Nghiên cứu được tiếp tục vào năm 1953, khi Hermann Schnell tại Bayer ở Uerdingen, Đức cấp bằng sáng chế cho polycarbonate tuyến tính đầu tiên. Tên thương hiệu "Makrolon" được đăng ký vào năm 1955.
Cũng vào năm 1953, và một tuần sau phát minh tại Bayer, Daniel Fox tại General Electric ở Schenectady, New York, đã tổng hợp độc lập một polycarbonate phân nhánh. Cả hai công ty đều nộp đơn xin cấp bằng sáng chế của Hoa Kỳ vào năm 1955 và đồng ý rằng công ty thiếu ưu tiên sẽ được cấp giấy phép cho công nghệ này.
Khi ưu tiên bằng sáng chế đã được giải quyết, Bayer bắt đầu sản xuất thương mại với tên thương mại Makrolon vào năm 1958 và GE bắt đầu sản xuất với tên Lexan vào năm 1960, tạo ra bộ phận GE Plastics vào năm 1973.
Sau năm 1970, tông màu polycarbonate nguyên bản màu nâu đã được cải tiến thành "trong suốt như kính".

## Những nguy cơ gây hại trong công nghiệp thực phẩm
Việc sử dụng hộp polycarbonate cho mục đích lưu trữ thực phẩm đang gây tranh cãi. Cơ sở của cuộc tranh cãi này là quá trình thủy phân của chúng (phân hủy bởi nước, thường được gọi là rửa trôi) xảy ra ở nhiệt độ cao, giải phóng bisphenol A:
1/n [OC(OC6H4)2CMe2]n + H2O → (HOC6H4)2CMe2 + CO2
Hơn 100 nghiên cứu đã khám phá hoạt tính sinh học của bisphenol A có nguồn gốc từ nhựa polycarbonate. Bisphenol A dường như được giải phóng từ lồng động vật bằng polycarbonate vào nước ở nhiệt độ phòng và nó có thể là nguyên nhân gây ra sự mở rộng cơ quan sinh sản của chuột cái. Tuy nhiên, lồng động vật được sử dụng trong nghiên cứu được chế tạo từ polycarbonate cấp công nghiệp, thay vì polycarbonate cấp thực phẩm của FDA.
Một phân tích tài liệu về tác dụng liều thấp của bisphenol A trong nước của Saal và Hughes được công bố vào tháng 8 năm 2005 dường như đã tìm ra mối tương quan gợi ý giữa nguồn tài trợ và kết luận được rút ra. Các nghiên cứu do ngành tài trợ có xu hướng không tìm thấy tác động đáng kể trong khi các nghiên cứu do chính phủ tài trợ có xu hướng tìm thấy hiệu quả đáng kể.
Chất tẩy natri hypoclorit và các chất tẩy rửa kiềm khác xúc tác sự giải phóng bisphenol A từ các thùng polycarbonate. Biểu đồ tương thích hóa học cho thấy polycarbonate không tương thích với amonia và axeton vì nó hòa tan khi có mặt chúng. Cồn là một dung môi hữu cơ được khuyên dùng để làm sạch dầu mỡ từ polycarbonate.

## Tác động môi trường

### Thải bỏ
Các nghiên cứu đã chỉ ra rằng ở nhiệt độ trên 70 °C và độ ẩm cao, polycarbonate sẽ thủy phân thành Bis-phenol A (BPA). Điều kiện này tương tự như điều kiện được quan sát thấy trong hầu hết các lò đốt. Sau khoảng 30 ngày ở 85 °C / 96% RH, các tinh thể bề mặt được hình thành, trong đó 70% bao gồm BPA. BPA là một hợp chất hiện đang nằm trong danh sách các hóa chất có nguy cơ gây hại cho môi trường. Nó nằm trong danh sách theo dõi của nhiều quốc gia, chẳng hạn như Hoa Kỳ và Đức.
-(-OC6H4)2C(CH3)2CO-)-n + H2O {\displaystyle \longrightarrow } (CH3)2C(C6H4OH)2 + CO2
Việc rửa trôi BPA từ polycarbonate cũng có thể xảy ra ở nhiệt độ môi trường và độ pH bình thường (trong bãi chôn lấp). Số lượng rửa trôi tăng lên khi các đĩa cũ hơn. Một nghiên cứu cho thấy rằng sự phân hủy của BPA trong các bãi chôn lấp (trong điều kiện yếm khí) sẽ không xảy ra. Do đó, nó sẽ tồn tại lâu dài trong các bãi chôn lấp. Cuối cùng, nó sẽ tìm đường vào các vùng nước và góp phần gây ô nhiễm môi trường nước.

### Quá trình oxy hóa quang polycarbonate
Trong điều kiện có tia UV, quá trình oxy hóa polyme này tạo ra các hợp chất như xeton, phenol, axit o-phenoxybenzoic, rượu benzyl và các hợp chất không bão hòa khác. Điều này đã được đề xuất thông qua các nghiên cứu động học và quang phổ. Màu vàng được hình thành sau khi tiếp xúc lâu với ánh nắng mặt trời cũng có thể liên quan đến quá trình oxy hóa tiếp tục nhóm cuối phenolic 
(OC6H4)2C(CH3)2CO)n + O2, R* → (OC6H4)2C(CH3CH2)CO)n
Sản phẩm này có thể được oxy hóa thêm để tạo thành các hợp chất không bão hòa nhỏ hơn. Quá trình này có thể tiến hành qua hai con đường khác nhau, sản phẩm hình thành phụ thuộc vào cơ chế nào diễn ra.
Con đường A
(OC6H4)2C(CH3CH2)CO + O2, H* {\displaystyle \longrightarrow } HO(OC6H4)OCO + CH3COCH2(OC6H4)OCO
Con đường B
(OC6H4)2C(CH3CH2)CO)n + O2, H* {\displaystyle \longrightarrow } OCO(OC6H4)CH2OH + OCO(OC6H4)COCH3
Phản ứng oxy hóa quang.

### Phản ứng lão hóa quang
Lão hóa quang là một con đường thoái hóa khác của nhựa polycarbonate. Các phân tử polycarbonate (như vòng thơm) hấp thụ bức xạ UV. Năng lượng được hấp thụ này gây ra sự phân cắt các liên kết cộng hóa trị, bắt đầu quá trình lão hóa quang. Phản ứng có thể được lan truyền thông qua quá trình oxy hóa chuỗi bên, oxy hóa vòng hoặc sắp xếp lại quang. Các sản phẩm được hình thành bao gồm các nhóm phenyl salicylat, dihydroxybenzophenone và hydroxydiphenyl ete.
n(C16H14O3) {\displaystyle \longrightarrow } C16H17O3 + C13H10O3

### Suy thoái nhiệt
Chất thải polycarbonate sẽ phân hủy ở nhiệt độ cao để tạo thành chất ô nhiễm rắn, lỏng và khí. Một nghiên cứu cho thấy rằng các sản phẩm có khoảng 40–50% trọng lượng chất lỏng, 14–16% trọng lượng khí, trong khi 34–43% trọng lượng vẫn ở dạng cặn rắn. Các sản phẩm lỏng chủ yếu chứa các dẫn xuất phenol (75wt.%) Và bisphenol (10wt.%) Cũng có mặt. Do đó, ghi đĩa những đĩa này cũng không phải là một phương pháp thải bỏ khả thi. Tuy nhiên, polycarbonate có thể được tái chế một cách an toàn như một nguồn carbon trong ngành sản xuất thép.
Các dẫn xuất phenol là chất gây ô nhiễm môi trường, được xếp vào nhóm các hợp chất hữu cơ dễ bay hơi (VOC). Các nghiên cứu cho thấy chúng có khả năng tạo điều kiện thuận lợi cho việc hình thành tầng ôzôn ở mặt đất và làm tăng sương mù quang hóa. Trong các cơ thể thủy sinh, chúng có thể tích lũy trong các sinh vật. Chúng tồn tại lâu dài trong các bãi chôn lấp, không dễ bay hơi và sẽ tồn tại trong khí quyển.